# Akinori Nishizawa
Akinori Nishizawa (jap. 西澤 明訓, Nishizawa Akinori; * 18. Juni 1976 in der Präfektur Shizuoka) ist ein ehemaliger japanischer Fußballspieler.

## Nationalmannschaft
1995 debütierte Nishizawa für die japanische Fußballnationalmannschaft. Mit der japanischen Nationalmannschaft qualifizierte er sich erfolgreich für die Fußball-WM 2002. Nishizawa bestritt 29 Länderspiele und erzielte dabei 11 Tore.

## Errungene Titel
- Asienmeisterschaft: 2000

## Persönliche Auszeichnungen
- J. League Best Eleven: 2000